# Marco Delvecchio
Marco Delvecchio (7. duben 1973, Milán, Itálie) je bývalý italský fotbalový útočník. Deset sezon hrál za italský klub AS Řím. Nastoupil do více než dvaceti zápasů za reprezentaci Itálie, se kterou se účastnil ME 2000 a MS 2002.
Jeho syn Nicolas Delvecchio je rovněž fotbalistou.

## Styl hry
Delvecchio spoléhal na hru tělem a jeho síla v útočné fázi spočívala ve hře hlavou. Jeho pracovitost a napomáhání obraně oceňoval italský trenér Fabio Capello, který jej v letech 1999 až 2004 vedl v AS Řím. I proto jej upřednostňoval před gólovějším Vincenzem Montellou.

## Klubová kariéra

### AS Řím
Delvecchio přestoupil k AS Řím na podzim 1995,
a to z Interu Milán.
V ročníku 1998/99 se stal s 18 brankami čtvrtým nejlepším střelcem v Serii A, před ním byli pouze Amoroso (22), Batistuta (21) a Bierhoff (20).
Druhá sezona trenéra Zdeňka Zemana dopadla pátým místem, římské mužstvo sice dávalo hodně branek, ale postrádalo pevnou defenzívu.
V ročníku 1999/2000 to byla pátá Delvecchiova sezona v římském velkoklubu. Novým trenérem se stal Fabio Capello, který měl napravit 5. místo z předchozí sezony, po prvním roce ale skončil na 6. místě, titul navíc bralo rivalské Lazio. Delvecchio se nově musel popasovat s konkurencí v podobě forvarda Vincenza Montelly, který dal v první sezoně za římský klub 18 gólů, oproti tomu Delvecchio „pouze“ 11. Přesto dostával od trenéra Capella důvěru v základní sestavě. Delvecchio se gólově prosadil v úvodním zápase 1. kola Poháru UEFA proti portugalské Vitórii Setúbal (7:0), k jednomu gólu přidal navíc dvě gólové nahrávky Aleničevovi.
V úvodním zápase 3. kola proti Newcastle United zařídil důležitý gól, když jej fauloval Charvet. Následná penalta proměněná Tottim byla jedinou brankou dvojzápasu.
V osmifinále ale AS Řím nestačil na Leeds United.
V ročníku Serie A 2000/01 se konkurence v útoku navýšila příchodem Argentince Gabriela Batistuty, ale Capello přesto spoléhal na Delvecchiovu pracovitost, přestože oproti ostatním útočníkům vstřelil o dost méně branek.
V lize se trefil třikrát, ale v Poháru UEFA zaznamenal pětici branek. Ačkoliv v Poháru UEFA tým vypadl už v osmifinále s FC Liverpool, v italské lize získal kýžený mistrovský titul.
Do sezóny 2001/02 se znovu zvýšila konkurence mezi forvardy, když římský klub koupil z AS Bari mladého nadaného útočníka Antonia Cassana. Delvecchio si Capellovu důvěru držel nadále, ale v lize se vzmohl na pouhé 2 branky. Zadařilo se mu na konci října, v derby proti Laziu 27. října 2001 šel do druhé půle za Batistutu a hned ve 49. minutě dal gól na 1:0.
V nastavení pojistil výhru 2:0 Totti a AS tak ovládlo zápas s rivalem. O pár dní později se prosadil v domácím zápase Ligy mistrů proti Anderlechtu, čímž zajistil remízu 1:1.
Římané ale měli postup do druhé fáze skupin zajištěn. Tam ale neuspěli a skončili za dvojicí Barcelona, Liverpool. Druhý gól vstřelil Delvecchio až v dubnu proti Parmě během domácí výhry 3:1.
Titul se ale o bod nepodařilo obhájit a uzmul ho nenáviděný Juventus tažený novými posilami Buffonem, Nedvědem či Thuramem.
V ročníku 2002/03 již nebyl v italské lize tak využívaný, přesto si za 16 zápasů připsal 4 góly. V prvním zápase čtvrtfinále italského domácího poháru Coppa Italia proti Vicenze Calcio přispěl gólem k výhře 2:1.
Domácí odvetu odehrál rovněž celou a zaznamenal hattrick při vítězství 6:3.
Ve finále, které se hrálo doma i venku, ale AS Řím neuspěl proti AC Milán. V Lize mistrů vstřelil gól proti AEK Athény a získal tak pro AS bod v závěrečném zápase skupinových bojů.
Řím postoupil do druhého skupinového kola, kde v úvodu přivítal Arsenal. Už ve čtvrté minutě se Delvecchio odpoutal od soupeřova obránce Lužnyje a nahrál na gól Cassanovi. Thierry Henry ale hattrickem otočil zápas ve prospěch Arsenalu.
AS Řím prohrál i další dvě utkání a nakonec ani Řím ani Arsenal nepostoupily.

### AC Parma
Mezi roky 2005 až 2006 hrál za prvoligovou Parmu. Angažmá nebylo úspěšné, odehrál jen několik zápasů a zbytek sezony strávil na lavičce náhradníků. Jediný gól trefil do sítě Juventusu, ale soupeř dvěma góly otočil skóre na konečných 1:2.

### Ascoli Calcio
V ročníku 2006/07 hrál 33letý Delvecchio za Ascoli Calcio. V zářijovém zápase doma se Sampdorií Janov otevřel skóre v 16. minutě, ovšem v 65. minutě srovnal jeho „jmenovec“ v janovském dresu Gennaro Delvecchio a zápas skončil remízou 1:1.
V říjnu dal důležitou branku na půdě AS Řím, která zajistila cennou remízu 2:2.
Od konce listopadu už však prakticky nebyl využíván a nepomohl tak v nakonec neúspěšných bojích o záchranu v Serii A.

## Hráčská statistika
| Sezóna  | Klub    | Liga    | Liga   | Liga | Ligové poháry | Ligové poháry | Ligové poháry | Kontinentální poháry | Kontinentální poháry | Kontinentální poháry | Celkem | Celkem |
| Sezóna  | Klub    | Soutěž  | Zápasy | Góly | Soutěž        | Zápasy        | Góly          | Soutěž               | Zápasy               | Góly                 | Zápasy | Góly   |
| ------- | ------- | ------- | ------ | ---- | ------------- | ------------- | ------------- | -------------------- | -------------------- | -------------------- | ------ | ------ |
| 1990/91 | Inter   | Serie A | 0      | 0    | IP            | 0             | 0             | UEFA                 | 0                    | 0                    | 0      | 0      |
| 1991/92 | Inter   | Serie A | 4      | 0    | IP            | 1             | 0             | UEFA                 | 0                    | 0                    | 5      | 0      |
| 1992/93 | Benátky | Serie B | 20     | 3    | IP            | 1             | 0             | -                    | 0                    | 0                    | 21     | 3      |
| 1993/94 | Udinese | Serie A | 7      | 0    | IP            | 1             | 0             | -                    | 0                    | 0                    | 8      | 0      |
| 1994/95 | Inter   | Serie A | 29     | 4    | IP            | 4             | 0             | UEFA                 | 1                    | 0                    | 34     | 4      |
| 1995    | Inter   | Serie A | 4      | 1    | IP            | 0             | 0             | UEFA                 | 1                    | 0                    | 5      | 1      |
| 1995/96 | Řím     | Serie A | 24     | 10   | IP            | 0             | 0             | UEFA                 | 0                    | 0                    | 24     | 10     |
| 1996/97 | Řím     | Serie A | 27     | 4    | IP            | 1             | 0             | UEFA                 | 2                    | 0                    | 30     | 4      |
| 1997/98 | Řím     | Serie A | 27     | 7    | IP            | 5             | 1             | -                    | 0                    | 0                    | 32     | 8      |
| 1998/99 | Řím     | Serie A | 31     | 18   | IP            | 3             | 1             | UEFA                 | 8                    | 4                    | 42     | 23     |
| 1999/00 | Řím     | Serie A | 28     | 11   | IP            | 3             | 0             | UEFA                 | 6                    | 1                    | 37     | 12     |
| 2000/01 | Řím     | Serie A | 31     | 3    | IP            | 2             | 0             | UEFA                 | 8                    | 5                    | 41     | 8      |
| 2001/02 | Řím     | Serie A | 27     | 2    | IP+IS         | 2+1           | 0             | LM                   | 7                    | 1                    | 37     | 3      |
| 2002/03 | Řím     | Serie A | 16     | 4    | IP            | 6             | 4             | LM                   | 6                    | 1                    | 28     | 9      |
| 2003/04 | Řím     | Serie A | 16     | 3    | IP            | 4             | 2             | UEFA                 | 4                    | 1                    | 24     | 6      |
| 2004/05 | Řím     | Serie A | 4      | 0    | IP            | 0             | 0             | LM                   | 1                    | 0                    | 5      | 0      |
| 2005    | Brescia | Serie A | 5      | 0    | IP            | 0             | 0             | -                    | 0                    | 0                    | 5      | 0      |
| 2005/06 | Parma   | Serie A | 8      | 1    | IP            | 1             | 0             | -                    | 0                    | 0                    | 9      | 1      |
| 2006/07 | Ascoli  | Serie A | 10     | 2    | IP            | 0             | 0             | -                    | 0                    | 0                    | 10     | 2      |
| Celkově | Celkově | Celkově | 318    | 73   | -             | 35            | 8             | -                    | 44                   | 13                   | 397    | 94     |

## Reprezentační kariéra
Za Itálii odehrál 22 utkání a vstřelil čtyři branky. První utkání odehrál 16. prosince 1998 proti All Stars týmu, při příležitosti 100 let od založení federace (6:2). Trenér Dino Zoff jej nominoval na ME 2000, kde odehrál tři utkání. Ve finále proti Francii vstřelil svou první branku. Jenže ani jeho branka k vítězství nestačila a získal tak stříbrnou medaili. Poté odcestoval i na neúspěšný turnaj MS 2002, kde neodehrál žádné utkání. Jeho posledním zápasem bylo proti Česku (2:2) 18. února 2004.

### Statistika na velkých turnajích
| Reprezentace | Rok     | Zápasy                      | Zápasy | Zápasy      | Zápasy           | Zápasy           | Zápasy         |
| Reprezentace | Rok     | Fáze turnaje                | Datum  | Soupeř      | Odehraných minut | Vstřelené branky | Výsledek       |
| ------------ | ------- | --------------------------- | ------ | ----------- | ---------------- | ---------------- | -------------- |
| Itálie       | OH 1996 | 1 zápas ve skupině          | 21. 7. | Mexiko      | 13               | 0                | 0:1            |
| Itálie       | OH 1996 | 2 zápas ve skupině          | 23. 7. | Ghana       | 45               | 0                | 2:3            |
| Itálie       | OH 1996 | 3 zápas ve skupině          | 25. 7. | Jižní Korea | 53               | 0                | 2:1            |
| Itálie       | ME 2000 | 2 zápas ve skupině          | 14. 6. | Belgie      | 13               | 0                | 2:0            |
| Itálie       | ME 2000 | Semifinále                  | 29. 6. | Nizozemsko  | 53               | 0                | 3:1 v (prodl.) |
| Itálie       | ME 2000 | Finále                      | 2. 7.  | Francie     | 86               | 1                | 1:2 v prodl.   |
| Itálie       | MS 2002 | Neodehrál žádné ze 4 utkání |        |             |                  |                  |                |

## Úspěchy

### Klubové
- 1× vítěz italské ligy (2000/01)
- 1× vítěz italského superpoháru (2001)

### Reprezentace
- 1× na MS (2002)
- 1× na ME (2000 - stříbro)
- 1× na OH (1996)
- 1× na ME U21 (1996 - zlato)

### Vyznamenání
Řád zásluh o Italskou republiku (12.7. 2000) z podnětu Prezidenta Itálie 